# Брёйнс, Герард
Герхард Герман (Герард) Брёйнс (нидерл. Geerhard Herman "Gerard" Bruins; 10 марта 1924, Хег, Фрисландия — 9 мая 2016, Арнем) — нидерландский футболист, игравший на позиции нападающего, выступал за амстердамский «Аякс».

## Ранние годы
Герхард Герман, более известный под именем Герард, родился 10 марта 1924 года на севере Нидерландов в деревне Хег (провинция Фрисландия) в семье врача Герхарда Брейнса и его жены Гермины Хендрики Зигелер. Он был младшим ребёнком в семье из трёх детей.

## Спортивная карьера
Герард начинал футбольную карьеру в местной команде ХВК (ныне ВВ «Хег»). C 1937 по 1946 год он выступал за команду ОНС из города Снек. В 1946 году Брёйнс отправился изучать медицину в Амстердаме, где вскоре стал играть за основной состав «Аякса», тренером которого был Джек Рейнолдс.
В первом же сезоне Герард стал лучшим бомбардиром команды, забив 16 голов в 13 играх чемпионата, а также выиграл национальный титул. В сезоне 1947/48 он вновь стал лучшим бомбардиром клуба, забив 14 голов в 20 матчах. В 1948 году Брёйнс получил вызов в сборную Нидерландов, но в итоге он сыграл только за вторую команду Нидерландов.
В общей сложности, с 1946 по 1953 год, Брёйнс провёл за амстердамцев 72 матча в чемпионате, в которых забил 40 мячей.

## Достижения
- Чемпион Нидерландов (1): 1946/47